# Kanton Beaune-Nord
Kanton Beaune-Nord (francouzsky Canton de Beaune-Nord) je francouzský kanton v departementu Côte-d'Or v regionu Burgundsko. Tvoří ho 15 obcí.

## Obce kantonu
- Aloxe-Corton
- Auxey-Duresses
- Beaune (severní část)
- Bouilland
- Bouze-lès-Beaune
- Échevronne
- Mavilly-Mandelot
- Meloisey
- Meursault
- Monthelie
- Nantoux
- Pernand-Vergelesses
- Pommard
- Savigny-lès-Beaune
- Volnay